# チネグランデ
チネグランデ（イタリア語: Cine Grande, 1962年12月1日開業 - 2011年1月10日 閉館）は、かつて存在した日本の映画館である。開業当時の名称は川崎グランド劇場（かわさきグランドげきじょう）、1984年に川崎グランド1（かわさきグランドワン）と改称、1987年から閉館まではチネグランデと称した。

## 略歴・概要
1962年（昭和37年）12月1日、美須合名会社が経営する映画館街川崎映画街に、川崎グランド劇場として開業する。神奈川県内最大級の800席規模の大きな劇場の誕生を得て、当時の川崎映画街は、同館を含めて12館となった。
1974年（昭和49年）4月1日、美須合名と美須商事が合併して、株式会社カワサキ・ミス（社長美須君江）を設立、同館は同社興行部の直下となる。1982年（昭和57年）10月25日、カワサキ・ミスから興行部門が分離独立、美須興行株式会社（会長美須君江、社長太郎田智、現在の株式会社チネチッタ）を設立、同館の経営は美須興行の直下となる。
1984年（昭和59年）、川崎グランド1と改称すると同時に、川崎東宝劇場、川崎東映、川崎ロイヤル、川崎スカイ劇場が川崎グランド2-5と改称する。川崎スカラ座、川崎名画座、川崎銀星座、川崎ニュース劇場はチネチッタ誕生まで、あるいは一部はその後もそのまま営業を続けた。当時の川崎映画街は、同館を含めて9館であった。1985年（昭和60年）、川崎映画街の再開発が着手される。
1987年（昭和62年）、同館が位置する川崎映画街がチネチッタとして生まれ変わり、同館はチネグランデと改称する。
2009年（平成21年）は松竹映画『男はつらいよ』の40周年を記念して、同年1月1日から6月19日まで、同シリーズ全48作のうち半数となる24作を厳選した特集上映を行った。この年の11月7日に公開された佐々木希主演の映画『天使の恋』（監督寒竹ゆり、配給ギャガ）では、同劇場内及び近隣のチネチッタ通りで撮影が行われている。
2010年（平成22年）4月24日、テレビアニメ『天体戦士サンレッド』第2期開始記念のオールナイトイベントをチネグランデにて開催。開催1ヵ月前の3月27日には、同アニメのキャラクター「ヴァンプ将軍」がチネチッタの一日館長としてPR活動を行った。また同年7月24日には、劇場版アニメ『TRIGUN Badlands Rumble』（配給クロックワークス）の上映会が行われ、上映後には同作出演の声優・小野坂昌也、速水奨、雪野五月らがトークショーを行っている。
2011年（平成23年）1月10日、「チネグランデ ファイナル記念特別無料上映会」として、同日20時からの『フラガール』の無料興行、同日22時からの同作の監督李相日を迎えたトークショウをもって、老朽化を理由に閉館、約48年の歴史の幕を下ろした。跡地には、フットサルコートをメインとしたスポーツ施設『アレーナチッタ』が同年12月10日にオープンした。

## 事業場データ
- 所在地 : 〒210-0023 神奈川県川崎市川崎区小川町1-25 [12]
- 運営会社 : チッタ エンタテイメント （旧称 美須興行）[12]
- 代表 : ボルピチェリ孝子 [12]
- 構造 : 鉄筋コンクリート造、1階 [12]
- 座席数 : 844席 [12]